# Tournaya
Tournaya là một chi thực vật có hoa trong họ Đậu.